# 雷文 (內布拉斯加州)
雷文（英語：Raven）是位於美國內布拉斯加州布朗縣的非建制地區。

## 歷史
雷文的郵局於1906年設立，其後於1922年停運。

## 地理
雷文所處的海拔為高於海平面803米（即2635英呎），而該地所採用的時區為UTC-6，即北美中部时区（CST）。同時該地設有夏令時間，為UTC-6調快一小時，即UTC-5（CDT）。